# Échenay
Échenay település Franciaországban, Haute-Marne megyében. Lakosainak száma 94 fő (2022. január 1.). Échenay Aingoulaincourt, Gillaumé, Lezéville, Pansey, Sailly, Saudron és Thonnance-les-Moulins községekkel határos.

## Népesség
A település népességének változása:
| Lakosok száma | 92   | 87   | 93   | 92   | 97   | 95   | 92   | 91   | 91   | 94   |
|               | 1968 | 1982 | 1990 | 2006 | 2013 | 2015 | 2017 | 2019 | 2020 | 2022 |